# Ізотерма адсорбції

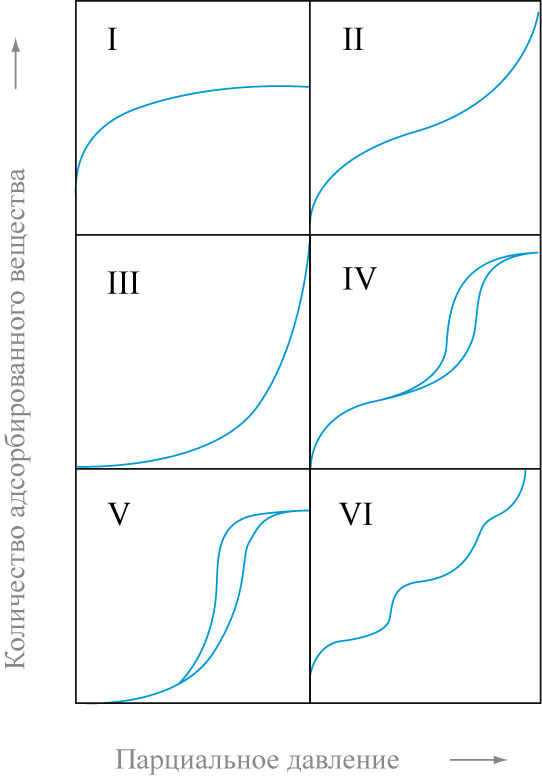
Типи ізотерм адсорбції

Ізоте́рма адсо́рбції (рос. адсорбции изотерма; англ. adsorption isotherm; нім. Adsorptionsisotherme f) — крива залежності кількості адсорбованої речовини від рівноважного тиску (або концентрації) за постійної температури.
Для окремого газового адсорбтиву це функція, яка описує залежність кількості речовини, адсорбованої при рівновазі, від рівноважного тиску (або концентрації) адсорбтиву в газовій фазі при сталій температурі. Ця функція може мати різний вигляд.
Типи ізотерми адсорбції:
- випукла, ізотерма Ленгмюра
- прямолінійна, ізотерма Генрі
- увігнута. ізотерма Фрейндліха
- S-подібна
- Н-тип (хемосорбція)
- Ізотерма адсорбції Ленгмюра